# Masterpiece (programma televisivo)
Masterpiece è il primo talent show letterario in cui il vincitore si aggiudica la pubblicazione del proprio romanzo edito da Bompiani in 100 000 copie.
Il programma, realizzato nel Centro di Produzione Rai di Torino, è iniziato il 17 novembre 2013 nella seconda serata domenicale di Rai 3, con la fase delle selezioni in cui gli aspiranti scrittori hanno dovuto leggere una bozza del proprio romanzo assistiti dal coach Massimo Coppola davanti ad una giuria composta da:
- Giancarlo De Cataldo
- Taiye Selasi
- Andrea De Carlo

Il concorrente per passare alla fase successiva deve ottenere almeno due giudizi positivi su tre.
Dopo la fase delle selezioni i primi sei concorrenti, per ciascuna puntata, verranno ridotti a quattro, e da qui si sfideranno a duello nella prova immersiva in cui in 30 minuti dovranno scrivere una pagina di diario su un tema scelto dai giudici pertinente all'evento in cui hanno partecipato (matrimonio, visita in un centro sociale, etc.).
Successivamente alla prova di scrittura, i due finalisti che hanno superato il turno affronteranno l'Elevator Pitch in cui in 59 secondi di salita nell'ascensore che porta alla sommità della Mole Antonelliana dovranno convincere la personalità del mondo della scrittura posta all'interno dello stesso ascensore che il proprio romanzo sia convincente.
Tra i due finalisti, chi vince questa prova andrà diretto alla fase talent.
La sesta ed ultima puntata della prima fase è andata in onda in prime time domenica 29 dicembre 2013. Al termine di questa sono acceduti sei finalisti a cui se ne sono aggiunti altri sei di cui tre scelti dai giudici ed altri tre dal popolo degli internauti nel sito della trasmissione tramite il sistema del web voting.
La fase talent è iniziata il 23 febbraio 2014 e si è conclusa il 30 marzo con la vittoria di Nikola Savic.

## Svolgimento della fase talent
Nella fase talent la prima prova cui verranno sottoposti i concorrenti è quella della scrittura applicata dove i candidati devono dimostrare le loro abilità misurandosi con la scrittura tipica di arti diverse dalla letteratura come per esempio la strofa di una canzone ove un ospite speciale sarà chiamato a selezionare il lavoro migliore, mentre la giuria decreterà il peggiore.
La seconda prova è lo “storytelling”, cioè i concorrenti devono scrivere la biografia di un personaggio noto, o il resoconto di un importante avvenimento storico, dopo averne parlato con un ospite.
La terza prova sarà una sfida a colpi di scrittura veloce (sms, tweet, mail, dediche o biglietti d'auguri) dove a giudicare questa manche insieme alla giuria sarà in ogni puntata lo scrittore Luca Bianchini e in cui i tre peggiori, uno per ogni prova, saranno candidati all'eliminazione.
Nell'ultima prova i tre scrittori peggiori si giocheranno tutto con la creazione di un racconto in cui Elisabetta Sgarbi, Direttore Editoriale di Bompiani ed editore del romanzo vincitore di Masterpiece, avrà il compito di affiancare la giuria nella valutazione finale e decretare il concorrente eliminato.

## Ospiti dell'Elevator Pitch
- Elisabetta Sgarbi (prima puntata)
- Walter Siti (seconda puntata)
- Silvia Avallone (terza puntata)
- Andrea Vitali (quarta puntata)
- Simonetta Agnello Hornby (quinta puntata)
- Antonio Pennacchi (sesta puntata)

## Ospiti nella fase talent
- Roberto Vecchioni, Teresa Ciabatti (settima puntata)
- Steve Della Casa, Michele Placido (ottava puntata)
- Enzo Decaro, Marco Pesatori (nona puntata)
- Don Gino Rigoldi, Dacia Maraini (decima puntata)
- Concita De Gregorio, Vauro (undicesima puntata)
- Giuseppe Battiston, Donato Carrisi, Susanna Tamaro (finale)

## Finalisti
| Nome                 | Età | Città                      | Occupazione                              | Romanzo                                   | Posizione |
| -------------------- | --- | -------------------------- | ---------------------------------------- | ----------------------------------------- | --------- |
| Nikola Savic         | 36  | Oriago di Mira (VE)        | Commerciante                             | Vita migliore                             | 1º        |
| Raffaella Silvestri  | 29  | Milano                     | Ex manager                               | La distanza da Helsinki                   | 2ª        |
| Stefano Trucco       | 51  | Genova                     | Impiegato comunale                       | Fight Night                               | 3º        |
| Lorenzo Vargas       | 22  | Osimo (AN)                 | Studente universitario in giurisprudenza | Pierre non esiste                         | 4º        |
| Stefano Bussa        | 55  | Roma                       | Responsabile di un Day Hospital          | La settima coorte                         | 5º        |
| Federica Lauto       | 29  | Padova                     | Studentessa di psicoterapia              | Surus                                     | 6ª        |
| Maria Isabella Piana | 66  | Catania                    | Insegnante di latino e greco in pensione | I ragazzi della piazza                    | 7ª        |
| Lilith Di Rosa       | 34  | Roma                       | Disoccupato                              | Russian Roulette                          | 8º        |
| Jelena Kuznecova     | 27  | Granarolo dell'Emilia (BO) | Centralinista                            | Come un déjà vu                           | 9ª        |
| Adelmo Monachese     | 30  | Foggia                     | Cameriere                                | Cronache di Zemanlandia II                | 10º       |
| Agnese Peretto       | 20  | Valdagno (VI)              | Studentessa di sociologia                | Quando si addormentano le aquile          | 11ª       |
| Lorenzo Raffaini     | 43  | Malonno (BS)               | Magazziniere                             | Amo troppo la vita per riuscire a viverla | 12º       |

### Ascolti
| Puntata | Data             | Telespettatori | Share |
| ------- | ---------------- | -------------- | ----- |
| 1       | 17 novembre 2013 | 689.000        | 5,14% |
| 2       | 24 novembre 2013 | 633.000        | 3,91% |
| 3       | 1º dicembre 2013 | 585.000        | 3,65% |
| 4       | 15 dicembre 2013 | 571.000        | 4,05% |
| 5       | 22 dicembre 2013 | 469.000        | 3,22% |
| 6       | 29 dicembre 2013 | 462.000        | 2,01% |
| 7       | 23 febbraio 2014 | 517.000        | 2,60% |
| 8       | 2 marzo 2014     | 400.000        | 1,91% |
| 9       | 9 marzo 2014     | 324.000        | 2,39% |
| 10      | 16 marzo 2014    | 332.000        | 2,53% |
| 11      | 23 marzo 2014    | 408.000        | 3,02% |
| 12      | 30 marzo 2014    | 433.000        | 3,12% |